# 아가동산
아가동산은 공동체 성격의 협동마을과 협업농장을 표방한 단체로 1982년 김기순(金己順, 女)이 설립하였다. 일부 종교계나 언론에서는 사이비 종교단체로 분류하기도 한다. 이 단체는 '삭발교'라 불리우던 이교부(李敎夫)의 주현교회에서 파생되어 나온 집단이다. 이 단체의 지도자 김기순은 삭발교에서 독립한 후 서울 목동에서 잠시 활동하다가 경기도 이천에 토지를 구입하여 협동농장인 '아가동산'을 세웠다.
이후 김기순은 아가동산을 경제적으로 자립된 단체로 키워나가며 구성원들을 세상과 격리시킨 상태에서 함께 공동생활을 하면서 단체를 이끌었다. 이 단체가 세상에 알려진 것은 1996년에 검찰수사로 들어난 '아가동산 사건'이 언론에 보도된 직후부터였다. 그간 극히 폐쇄적으로 운영되었던 단체 내부에서는 조직원 폭행, 노동착취, 살해 사건 등이 발생했었다는 사실이 세간에 알려지면서 사회적으로 큰 충격을 안겨주었다.
재판당시 아가동산측은 교리, 교주, 경전, 예배, 포교행위를 하지 않았다는 것을 근거로 하여 자신들은 종교단체가 아니며 다만 협업농장 형태의 공동체라고 주장했다. 이에 대해 종교사기와 살인교사죄를 벗어나기 위한 것이라는 반론이 있었으나 재판당시에 사법부는 아가동산측의 주장을 받아들였고 조세포탈 등에 대해서만 김기순에게 징역 4년에 벌금 56억을 선고하였다.
본부는 경기도 이천시 대월면 대장로278번길 203-107에 있다. 교주(혹은 지도자)로 지목받고 있는 김기순 밑으로 회장에 남편인 신현오가 있고 그 아래 협동농장총관리, 재정관리, 의료행위학생관리, 자금관리, 신나라유통대표이사, 세무관리, 총괄보조의 조직을 두고 있다. 1996년에 발생한 '아가동산 사건' 이후 세력이 위축되어 구성원은 현재 약 120 여명 규모 정도인것으로 알려져 있다.
'아가동산 사건'이후 이 단체는 세간의 뇌리속에서 점차 잊혀져 갔으나 2023년 3월에 넷플릭스에서 "나는 신이다" 라는 다큐를 방영하자 다시 회자되었다. 이 다큐가 방영된 이후 83세의 김기순은 여전히 건재하다는 사실이 알려졌고, 그녀가 실소유자이며 아가동산의 주요 자금원의 하나인 신나라레코드에 대한 불매운동이 벌어지기도 했다.

## 역사

### 기원과 유래
아가동산을 설립한 김기순(金己順, 1940년생, 女)은 본래 남편 신오현과의 사이에 아들 셋을 둔 평범한 가정주부이자 기성교회에서 신앙생활을 하던 기독교인이었다. 그녀는 1975경년부터 전북 이리시에 있는 일명 '삭발교'라 불리던 주현교회에서 신앙생활을 하다가 독립하여, 1982년에 아가동산을 설립하였다. 아가동산의 전신인 속칭 '삭발교'는 1940년생인 이교부(李敎夫)가 창시한 사이비 종교단체로, 교주 이교부는 1969년 전북 이리시 주현동에 독립교회인 주현교회를 세웠는데, 당시 사람들은 이 교회를 '식발교'라 불렀다. 이는 그가 삭발한 채 검은 옷이나 한복, 두루마기에 검정 고무신을 신고 다녔고 일부 신도들도 삭발을 하였기 때문이었다. 그는 자신의 이런 행각에 대해 김현봉 목사의 영향을 받은 것이라 설파했다.
또한, 그는 김현봉 목사가 매우 검소했으며 특히 결혼후에도 간음을 버리기 위해 동침하지 않고 동정을 지키며 금욕적인 생활을 했다고 하였다. 따라서 자신도 아내의 손목 한번 잡아보지 않았다는 등의 매우 금욕적인 생활을 실천하고 있다고 설교를 하는 등 신자들의 감동을 이끌어냈고, 이를 통해 교세를 크게 확장시키는데 성공하여 주일예배 참석자 수가 1,500명이 넘기도 했다. 그러나 1978년 말 '나체댄스사건'이 폭로되며 그의 실체가 드러났다.
이것에 대해 항의하기 위해 찾아온 교계 동료 목사와 기독교 신자들에게 이교부는 광신도들을 동원하여 폭력을 행사한 후 강제로 삭발까지 시켰고 이로 인해 2년 6개월의 실형을 선고받고 수감생활을 했다. 그 당시 교회내에서 조직관리와 중책을 맡고 있던 김기순은 이 시기를 전후로 하여 이교부와 갈등하다가 조직을 이탈하였다. 이후 삭발교(주현교회)는 와해되었는데, 전국적으로 사건이 알려지면서 출감한 교주 이교부의 리더쉽이 완전히 붕괴되었기 때문이었다.

### 아가동산 설립
김기순은 삭발교의 이탈자 3백여명과 함께 서울 목동에서 2층건물을 세내어 집회를 갖는 등 독자적인 길을 걸었다. 또한 이탈자들과 함께 떡과 어묵장사, 테이프와 음반판매를 하여 자금을 확보하였다. 1982년 공해가 많은 서울을 떠나자며 경기도 이천시 대월면 대대리에 있던 토지 13,200여 평방미터(약 4천여 평)를 구입한 후  이 곳에 아가농장을 세웠다. 1985년 김기순은 이곳을 "신나라"로 선포했고 1989년에는 그녀 스스로가 교주가 되어 사이비 종교 "아가동산"을 창립하였다. 서울 목동 시절만 해도 삭발교의 영향력이 신자들 사이에 여전히 강해 설교방법과 내용은 그대로 답습했으나 이천에 이주한 뒤부터는 점진적으로 자신만의 독특한 교리를 폈다. 자신은 아가처럼 죄가 없이 깨끗하다며 자신을 '아가야'라고 부르게 했다.

### 세력 확장
아가동산을 설립한 이후 김기순은 삭발교(주현교회)가 와해되어 갈 곳을 잃어버린 이탈자들을 끌여들여 자연스럽게 세력을 넓혀갔으며, 이렇케 모인 신도들의 사유 재산을 교단의 공동 재산으로 귀속시켰다. 또한 신도들의 노동력을 착취하여 불과 6년 만에 아가동산 면적을 43만 평방미터(약 13만여 평)로 늘렸다. 한편 1982년 12월에는 서울특별시 동대문구 용두동에 레코드 유통 전문 업체인 신나라레코드를 설립하여 가요 테이프와 음반을 유통판매하여 큰 수익을 올렸다.
이후 아가동산 농장에서 나오는 수익금으로 1992년에 킹레코드와 하나레코드(대전), 1993년에 명반레코드(인천), 신나라 레코드백화점 등을 설립, 운영하며 재산을 불렸고 세력을 키워나갔다. 1993년부터는 종교적인 성격을 감춘 채 농업시범단지를 운영한다며 정부와 경기도로 부터 23억5천만원을 지원받기도 했다. 대외적으로 표방하는 바는 공동체라고 하지만 신도들에게 임금을 지불하거나 수익을 분배하지 않았기에 저렴한 가격을 바탕으로 가격경쟁력을 높였으며 이를 통해 아가동산 측은 점점 큰 재산을 축적하였다.

### 신도들의 일상
김기순은 성경과 찬송가에 나오는 "예수"를 자신을 뜻하는 즉 자신의 아호(雅號)이자 우아한 노래를 뜻하는 단어인 "아가야"로 바꾸었다. 신자들은 김기순의 가르침에 따랐으며 이교부를 세례요한, 교주 김기순을 재림예수라고 믿었다. 아가동산은 협동 농장, 비밀 장부, 의료, 학생, 세무 등 각 분야별 책임자를 선정하여 운영하였다. 신도들은 병역기피를 강요받았고 집단 성폭행에 시달렸으며, 1년에 단 4일(새해 첫 날과 광복절, 성탄절과 교주 생일)만 쉴 수 있었다.
매일 새벽 6시부터 밤 12시까지 16시간 동안 강제노동과 공동 작업이 이어졌고 잦은 행사로 인해 다른 생각을 할 겨를이 없었다. TV 시청과 신문 구독은 물론 외출과 면회 금지, 학업중단, 외부세계와 완전히 격리단절된 상태에서 생활을 이어나갔다. 신도들은 금욕적인 생활을 강요당했고 남녀교제금지, 부부간 동침금지, 부부 중 한 사람만 조직에서 이탈해도 강제이혼토록 했다. 특이한 점은 삭발교 이탈자들을 수용을 했을뿐 추가적인 포교행위를 하지 않았고 예배라는 형식을 폐지하고 대신에 김기순을 주인공으로 하거나 찬양하는 듯한 연극 등 행사를 많이 개최하는 것이다.

## 아가동산 사건

### 사건 개요
1996년 12월에 아가동산 이탈자들이 자신들의 피해내용과 함께 지난 1987년과 88년에 3명의 신자가 김기순의 지시에 의해 살해당했다는 탄원서가 제출되면서 본격적으로 아가동산에 대한 검찰수사가 진행되었다. 같은달 관련자들이 구속된 후 폐쇄적인 신흥종교 단체에서 벌어진 사건들에 대한 수사 결과가 발표되면서 사회적으로 큰 충격을 주었다.
김기순의 지시로 신도 3명이 살해 당했다고 수사결과가 발표되었는데, 1987년 8월 14일 밤 9시에는 7세 아동 최낙원 군을 돼지우리에서 1주일 동안 굶기고 폭행해 죽게 했다. 1988년 1월 2일에는 과수원 관리책임자이던 윤모 씨가 살해당했으며, 같은해 11월 21세 여성 강모 씨도 창고로 끌려간 후 각목에 맞아 타살당했다. 사건발생 당시에 제대로된 수사가 진행되지 않았는데, 이는 유족들의 비협조와 부실한 사체검안, 경찰의 안일한 대처 등으로 인해 수년간 은폐되었다고 한다.
1997년 4월 29일 검찰은 김기순에게 사형을 구형했고, 나머지 피고인들에 대해서는 중형을 각각 구형했다. 그러나 1997년 5월 20일 대법원에서 열린 선고 공판에서 조세 포탈과 횡령, 폭행 등 6가지 혐의에 대해서만 유죄가 인정되어 징역 4년, 벌금 56억 원을 선고받았다. 폭행, 살해, 암매장에 대해서는 무혐의 처분을 받았으며 같은해 10월에 김기순은 보석으로 석방되었다.

### 사건 이후
사건발생 5년 후인 2001년에 일부신도들이 행방불명됐던 강모씨의 암매장 장소를 지목함에 따라 경찰이 발굴작업에 나섰다. 이와 관련된 내용을 SBS 그것이 알고싶다에서 방영할 예정이었으나 법원의 가처분 신청 인용으로 방송되지 못했다. 2002년 4월에 유가족의 요청으로 암매장 당한것으로 추정되는 강모씨 시신에 대한 발굴 작업이 재개되었으나 끝내 찾지 못하고 작업이 종료되었다.
사건발생이 후 20 여년이 흘러 잊혀져가던 이 사건은 2023년 3월 3일에 넷플릭스에서 "나는 신이다; 신이 배신한 사람들" 이라는 8부작 다큐멘타리를 방영하며 널리 알려지게 되었다. 5부와 6부에서 아가동산에 대해서 다루었는데, 사회적으로 큰 파장이 발생했다. 아가동산 측에서는 즉시 이에 대해 법원에 방송금지가처분 신청을 냈으나 같은해 5월 24일에 기각당했다.
아가동산측은 MBC와 조성현PD 및 넷플릭스 등을 상대로 손해배상을 청구했는데, 2024년 2월 7일에 열린 1심에서 서울중앙지법 민사합의25부(부장판사 송승우)는 아가동산 측이 청구한 3억원 상당의 손해배상 청구 소송에 대해 원고 패소 판결 내렸다. 한편, 방영이 후 신나라레코드에 대한 불매운동이 벌어지기도 했다. 이는 김기순이 신나라 레코드의 실소유자이자 아가동산의 주요 자금원이기 때문이었다.

## 주요 교리와 논란
- 성부, 성자, 성신은 각각 노래, 춤과 웃음이다.[1]
- ‘아가’(김기순)는 깨끗하고 죄가 없다.
- “아가야(김기순)는 하나님이다”라며 김기순은 아가처럼 어떤 죄를 저질러도 죄가 되지 않는다.
- 예수는 근본이 쌍것이고 천해 노예 신분이다.
- 물질선, 인정선, 정욕선 세 가지를 끊어야 신나라가 된다.
- 아가야(김기순)는 하나님이므로 하나님과 동침 등 육체적 관계는 죄가 되지 않으며, 오히려 큰 영광과 축복이다.
- 김기순은 재림주이다.

아가동산 피해자와 이탈자들의 증언에 의하면 김기순은 상기와 같은 내용을 추종자들에게 꾸준히 가르쳤으며 아가동산을 종교적 카리스마로 지배해 왔던 것으로 보여진다. 그럼에도 아가동산측은 교리, 교주, 경전, 예배가 없었고 추가적인 포교행위도 하지 않았고 다만 회의나 행사만 진행했다는 점을 거론하며 이를 근거로 하여 자신들은 종교단체가 아니며 다만 협업농장 형태의 공동체라고 주장했다. 이에 대해 종교사기와 살인교사죄를 벗어나기 위한 것이라는 반론이 있었으나 재판당시에 사법부는 아가동산측의 주장을 받아들였다.

## 같이 보기
- 신흥종교
- 한국의 신흥종교

- 나는 신이다, 신이 배신한 사람들